# كريستوفر وايلدر
كريستوفر وايلدر (بالإنجليزية: Christopher Wilder) هو قاتل متسلسل أسترالي، ولد في 13 مارس 1945 في سيدني في أستراليا، وتوفي في 13 أبريل 1984 في كوليبروك في الولايات المتحدة.